# Egon Klepsch
Egon Klepsch (Bodenbach, 30 gennaio 1930 – Coblenza, 18 settembre 2010) è stato un politico tedesco, presidente del Parlamento europeo dal 1992 al 1994 e capogruppo del PPE per due mandati non consecutivi: dal 1977 al 1982 e dal 1984 al 1992 (con la parentesi dell'italiano Paolo Barbi).